# Birkózás az 1920. évi nyári olimpiai játékokon
A birkózás az 1920. évi nyári olimpiai játékokon  tiz versenyszámból állt, öt szabadfogású és öt kötöttfogású  versenyt rendeztek.

## Éremtáblázat
(Az egyes számoszlopok legmagasabb értéke, vagy értékei vastagítással kiemelve.)
| Az 1920. évi nyári olimpiai játékok éremtáblázata birkózásban | Az 1920. évi nyári olimpiai játékok éremtáblázata birkózásban | Az 1920. évi nyári olimpiai játékok éremtáblázata birkózásban | Az 1920. évi nyári olimpiai játékok éremtáblázata birkózásban | Az 1920. évi nyári olimpiai játékok éremtáblázata birkózásban | Olimpia  |
| ------------------------------------------------------------- | ------------------------------------------------------------- | ------------------------------------------------------------- | ------------------------------------------------------------- | ------------------------------------------------------------- | -------- |
|                                                               | Ország                                                        | Arany                                                         | Ezüst                                                         | Bronz                                                         | Összesen |
| 1.                                                            | Finnország (FIN)                                              | 4                                                             | 5                                                             | 2                                                             | 11       |
| 2.                                                            | Svédország (SWE)                                              | 3                                                             | 1                                                             | 2                                                             | 6        |
| 3.                                                            | Svájc (SUI)                                                   | 2                                                             | 1                                                             | 0                                                             | 3        |
| 4.                                                            | Egyesült Államok (USA)                                        | 1                                                             | 2                                                             | 3                                                             | 6        |
|                                                               |                                                               |                                                               |                                                               |                                                               |          |
| 5.                                                            | Dánia (DEN)                                                   | 0                                                             | 1                                                             | 1                                                             | 2        |
|                                                               |                                                               |                                                               |                                                               |                                                               |          |
| 6.                                                            | Nagy-Britannia (GBR)                                          | 0                                                             | 0                                                             | 2                                                             | 2        |
| 7.                                                            | Norvégia (NOR)                                                | 0                                                             | 0                                                             | 1                                                             | 1        |
|                                                               |                                                               |                                                               |                                                               |                                                               |          |
| Összesen                                                      | Összesen                                                      | 10                                                            | 10                                                            | 11                                                            | 31       |

## A szabadfogású birkózás érmesei
| Az 1920. évi nyári olimpiai játékok érmesei szabadfogású birkózásban |                                          |                                           |                                          |
| Versenyszám                                                          | Arany                                    | Ezüst                                     | Bronz                                    |
| könnyűsúly (60 kg-ig)                                                | Charles Ackerly · Egyesült Államok (USA) | Samuel Gerson · Egyesült Államok (USA)    | Samuel Bernard · Nagy-Britannia (GBR)    |
| pehelysúly (66 kg-ig)                                                | Kaarlo Antilla · Finnország (FIN)        | Gottfrid Svensson · Svédország (SWE)      | Peter Wright · Nagy-Britannia (GBR)      |
| középsúly (84 kg)                                                    | Eino Leino · Finnország (FIN)            | Väinö Penttala · Finnország (FIN)         | Charles Johnson · Egyesült Államok (USA) |
| félnehézsúly (96 kg)                                                 | Anders Larsson · Svédország (SWE)        | Charles Courant · Svájc (SUI)             | Walter Maurer · Egyesült Államok (USA)   |
| nehézsúly (120 kg)                                                   | Robert Roth · Svájc (SUI)                | Nathan Pendleton · Egyesült Államok (USA) | Ernst Nilsson · Svédország (SWE)         |
| nehézsúly (120 kg)                                                   | Robert Roth · Svájc (SUI)                | Nathan Pendleton · Egyesült Államok (USA) | Frederick Meyer · Egyesült Államok (USA) |

## A kötöttfogású birkózás érmesei
| Az 1920. évi nyári olimpiai játékok érmesei kötöttfogású birkózásban |                                    |                                    |                                      |
| Versenyszám                                                          | Arany                              | Ezüst                              | Bronz                                |
| pehelysúly (60 kg-ig)                                                | Oskari Friman · Finnország (FIN)   | Heikki Kahkönen · Finnország (FIN) | Frithiof Svensson · Svédország (SWE) |
| könnyűsúly (66 kg-ig)                                                | Eemeli Vare · Svédország (SWE)     | Taavi Tamminen · Finnország (FIN)  | Fritjof Andersen · Norvégia (NOR)    |
| középsúly (84 kg)                                                    | Carl Westergren · Svédország (SWE) | Artur Lindfors · Finnország (FIN)  | Matti Pertilla · Finnország (FIN)    |
| félnehézsúly (96 kg)                                                 | Claes Johansson · Svédország (SWE) | Edil Rosenqvist · Finnország (FIN) | Johannes Eriksen · Dánia (DEN)       |
| nehézsúly (120 kg)                                                   | Adolf Lindfors · Finnország (FIN)  | Poul Hansen · Dánia (DEN)          | Martti Nieminen · Finnország (FIN)   |